# Sh2-201
Sh2-201 est une nébuleuse en émission visible dans la constellation de Cassiopée.
Elle est située dans la partie orientale de la constellation, le long de la bordure orientale de la grande nébuleuse IC 1848. La période la plus propice à son observation dans le ciel du soir se situe entre les mois de septembre et février et est considérablement facilitée pour les observateurs situés dans les régions de l'hémisphère nord terrestre, où il est circumpolaire jusqu'aux régions tempérées chaudes.
C'est une région H II compacte et apparemment bipolaire, située à une distance d'environ 3 060 parsecs (environ 9 980 années-lumière), sur le Bras de Persée dans la même région du Complexe W3/W4/W5. La nébuleuse semble être traversée par un nuage moléculaire avec des émissions de monoxyde de carbone (CO) indiqué dans plusieurs études avec les initiales IC 1848-I, et est associée à la source de rayonnement infrarouge IRAS 02593+6016, coïncidant avec un maser avec des émissions d'eau (H2O). Des observations dans le champ infrarouge cours ont permis d'identifier cinq sources dont la plus brillante, appelée IRS2, coïncide probablement avec l'étoile responsable de l'ionisation de la nébuleuse. En général, on pense que les cinq sources coïncident avec autant de jeunes objets stellaires profondément immergés dans le gaz. Cependant, la forme bipolaire de Sh2-201 n'est pas réelle et est due à la présence de poussière qui l'obscurcit dans certaines parties, la faisant apparaître sous cette forme.